# BNP Paribas
BNP Paribas (Euronext BNP, TYO 8665) és un dels principals bancs de França i Europa. Fou creat el 23 de maig del 2000 per la fusió de la Banque Nationale de Paris (BNP) i Paribas. Conjuntament amb la Société Générale i Crédit Lyonnais forma l'anomenat grup dels "tres vells" bancs de França. Forma part del CAC 40. La societat de Nadhmi Auchi, General Mediterranean Holdings (GenMed), és el seu principal accionista. Segons l'advocat d'Auchi, des del 2001 GenMed ha reduït la seva participació en el BNP Paribas al voltant d'un 0,4 per cent del total de les accions del banc, prop de la meitat del patrimoni que posseïa anteriorment. Aquest percentatge el mantindria igualment entre els principals accionistes particulars del banc segons el New York Times.
El 6 d'octubre del 2008, BNP Paribas arribà a un acord amb el govern belga per a adquirir part del Grupo Fortis, que havia estat intervingut en una acció conjunta de les autoritats de Bèlgica, Països Baixos i Luxemburg. BNP Paribas adquirí el 75% de Fortis Bank i el 100% de Fortis Insurance Belgium, mentre que l'estat belga es quedà el 25% restante de la divisió bancària i Fortis Group conservà Fortis Insurance International.
En la mateixa operació l'estat belga adquirí l'11,6% del capital de BNP Paribas i es convertí, de fet, en el major accionista. L'estat luxemburgués adquireix per la seva part l'1,1% de BNP Paribas.

## Història
BNP fou creat el 1966 per la fusió de la Banque Nationale du Commerce et de l'Industrie (BNCI) i el Conservatoire Nationale d'Escompte de Paris (CNEP). BNP fou privatitzada el 1993.
Originalment Compagnie Financière de Paris et des Pays-Bas (Corporació Financera de París i els Països Baixos), la Compagnie Financière de Paribas es converteix simplement en Paribas el 1998 després d'adquirir la Compagnie Bancaire.
El 1999 BNP i la Société Générale lliuraren una complexa batalla en el mercat continu, amb la Société Générale licitant per Paribas i BNP licitant per la Société Générale i contralicitant Paribas. L'oferta de BNP per la Société Générale fracassà, mentre que l'oferta per Paribas conduí a la fusió de BNP amb Paribas.
Fins al 2001, totes les rendes iraquís del programa petroli per aliments es mantingueren en un compte de garantia bloquejada manejada únicament per BNP Paribas. Més tard, els diners foren guardats per diversos bancs internacionals anònims.

## Activitats

### Perfil
BNP Paribas és el principal banc de la zona euro pel total d'actius i el segon en capitalització bursàtil segons la revista The Banker. Ocupa unes 150.000 persones, de les quals 120.000 treballen a Europa i té presència en més de 85 països. Les activitats del banc van des de les finances fins a les inversions.
A França, BNP Paribas dona serveis de banca al detall amb 2.200 sucursals i prop de 3.200 caixers automàtics. BNP Paribas serveix 6 milions de llars franceses i 60.000 clients corporatius.

### Filials
- ARVAL, leasing
- Banque de Bretagne
- BANCO CETELEM
- Cortal Consors
- BNP Paribas Lease Group
- BancWest (Bank of the West & First Hawaiian Bank)
- BNP Paribas Hong Kong
- Atisreal
- BNP Paribas Arbitrage
- FundQuest
- BNP Paribas Securities Services
- BMCI (Banque Marocaine pour le Commerce et l'Industrie)